# Armillaria hinnulea
Espèce
Armillaria hinnulea est une espèce de champignons basidiomycètes de la famille des Physalacriacées, originaire d'Australie.
Cette espèce rare ne se rencontre qu'en Australie et en Nouvelle-Zélande ; en Australie, c'est un agent pathogène secondaire, n'attaquant que des hôtes déjà infectés par un agent pathogène primaire, des forêts sclérophylles humides.
Comme d'autres espèces d'Armillaria, ce champignon  provoque une pourriture des racines ligneuses.
Une étude phylogénétique des populations australiennes et néo-zélandaises d'Armillaria hinnulea réalisée en 2008 suggère que l'espèce a été introduite d'Australie en Nouvelle-Zélande à deux reprises, la seconde assez récente et la première beaucoup plus ancienne.